# Stephan von Jovanović
Stjepan Jovanović báró (horvátul Stjepan barun Jovanović, németül Stephan Freiherr von Jovanovich vagy Jovanović (Pazarište, Gospić mellett, 1828. január 5. – Zára, 1885. december 8.) horvát születésű katonatiszt, cs. és kir. tábornok.

## Életrajza
Mint a volt határőrvidék gyermeke, a katonai pályának szentelte életét. 1845-ben lépett a hadseregbe és részt vett az 1848-49-es itáliai forradalmak elleni háborúban. Alig 25 éves korában katonai és diplomáciai megbízással Cattaróba, hasonló megbízással később Omer pasához küldték. Mint Rodich tábornok segédtisztjének Dél-Dalmáciában, majd mint konzulnak Boszniában bő alkalma nyílt eme tartományok viszonyainak alapos megismerésére.
1865-ben ezredesi ranggal visszalépett a hadseregbe. Részt vett azután az 1866-es olasz hadjáratban. 1875-ben bárói rangot nyert, majd 1876-ban altábornaggyá léptették elő. 1877-ben a spalatói (18.) dandár parancsnoka lett.
1878 elején Jovanović-nak jutott a feladat, hogy az Bosznia okkupációja során Hercegovinát pacifikálja, ahol aztán kormányzóként működött. 1882-ben részt vett a krivošijei felkelés elnyomásában, mire katonai kormányzóvá és helytartóvá nevezték ki Dalmáciába.